# Дебаевская длина
Деба́евская длина (дебаевский радиус) — расстояние, на которое распространяется действие электрического поля отдельного заряда в квазинейтральной среде, содержащей свободные положительно и отрицательно заряженные частицы (плазма, электролиты). Вне сферы радиуса дебаевской длины электрическое поле экранируется в результате поляризации окружающей среды (поэтому это явление ещё называют экранировкой Дебая).
Дебаевская длина определяется формулой
{\displaystyle \lambda _{\text{D}}=\left\{\sum _{j}{\frac {4\pi q_{j}^{2}n_{j}}{\varepsilon _{r}kT_{j}}}\right\}^{-1/2}} (СГС),
{\displaystyle \lambda _{\text{D}}=\left\{\sum _{j}{\frac {q_{j}^{2}n_{j}}{\varepsilon _{0}\varepsilon _{r}kT_{j}}}\right\}^{-1/2}} (СИ),
где {\displaystyle q_{j}} — электрический заряд, {\displaystyle n_{j}} — концентрация частиц, {\displaystyle T_{j}} — температура частиц типа {\displaystyle j}, {\displaystyle k} — постоянная Больцмана, {\displaystyle \varepsilon _{0}} — диэлектрическая проницаемость вакуума, {\displaystyle \varepsilon _{r}} —  диэлектрическая проницаемость. Суммирование идёт по всем сортам частиц, при этом должно выполняться условие нейтральности {\displaystyle \sum _{j}q_{j}n_{j}=0}. Важным параметром среды является число частиц в сфере радиуса дебаевской длины:
{\displaystyle n_{\text{D}}={\frac {4\pi }{3}}\lambda _{\text{D}}^{3}\sum _{j}n_{j}.}
Оно характеризует отношение средней кинетической энергии частиц к средней энергии их кулоновского взаимодействия:
{\displaystyle n_{\text{D}}\thicksim (E_{\text{kinetic}}/E_{\text{coulomb}})^{3/2}.}
Для электролитов это число мало́ ({\displaystyle n_{D}\thicksim 10^{-4}}). Для плазмы, находящейся в самых различных физических условиях, — велико. Это позволяет использовать методы физической кинетики для описания плазмы.
Понятие дебаевской длины введено Петером Дебаем в связи с изучением явлений электролиза.

## Физический смысл
В системе из {\displaystyle N} различных типов частиц частицы {\displaystyle j}-й разновидности переносят заряд {\displaystyle q_{j}} и имеют концентрацию {\displaystyle n_{j}(\mathbf {r} )} в точке {\displaystyle \mathbf {r} }.
В первом приближении эти заряды можно рассматривать как непрерывную среду, характеризующуюся только своей диэлектрической проницаемостью {\displaystyle \varepsilon _{r}}.
Распределение зарядов в такой среде создаёт электрическое поле с потенциалом {\displaystyle \Phi (\mathbf {r} )}, удовлетворяющим уравнению Пуассона:
{\displaystyle \nabla ^{2}\Phi (\mathbf {r} )=-{\frac {1}{\varepsilon _{r}\varepsilon _{0}}}\sum _{j=1}^{N}q_{j}\,n_{j}(\mathbf {r} ),}
где {\displaystyle \varepsilon _{0}} — диэлектрическая постоянная.
Подвижные заряды не только создают потенциал {\displaystyle \Phi (\mathbf {r} )}, но также движутся под действием кулоновской силы {\displaystyle -q_{j}\,\nabla \Phi (\mathbf {r} )}.
В дальнейшем будем считать, что система находится в термодинамическом равновесии с термостатом с температурой {\displaystyle T}, тогда концентрации зарядов {\displaystyle n_{j}(\mathbf {r} )} могут быть рассмотрены как термодинамические величины, а соответствующий электрический потенциал — как соответствующий самосогласованному полю.
В этих допущениях концентрация {\displaystyle j}-й разновидности частиц описывается Больцмановским распределением:
{\displaystyle n_{j}(\mathbf {r} )=n_{j}^{0}\,\exp \left(-{\frac {q_{j}\,\Phi (\mathbf {r} )}{kT}}\right),}
где {\displaystyle n_{j}^{0}} средняя концентрация зарядов типа {\displaystyle j}.
Взяв в уравнении Пуассона вместо мгновенных значений концентрации и поля их усреднённые значения, получаем уравнение Пуассона — Больцмана:
{\displaystyle \nabla ^{2}\Phi (\mathbf {r} )=-{\frac {1}{\varepsilon _{r}\varepsilon _{0}}}\sum _{j=1}^{N}q_{j}n_{j}^{0}\,\exp \left(-{\frac {q_{j}\,\Phi (\mathbf {r} )}{kT}}\right).}
Решения этого нелинейного уравнения известны для некоторых простых систем.
Более общее решение может быть получено в пределе слабой связи ({\displaystyle q_{j}\,\Phi (\mathbf {r} )\ll kT}) разложением экспоненты в ряд Тейлора:
{\displaystyle \exp \left(-{\frac {q_{j}\,\Phi (\mathbf {r} )}{kT}}\right)\approx 1-{\frac {q_{j}\,\Phi (\mathbf {r} )}{kT}}.}
В результате чего получается линеаризованное уравнение Пуассона — Больцмана
{\displaystyle \nabla ^{2}\Phi (\mathbf {r} )=\left(\sum _{j=1}^{N}{\frac {n_{j}^{0}\,q_{j}^{2}}{\varepsilon _{r}\varepsilon _{0}\,kT}}\right)\Phi (\mathbf {r} )-{\frac {1}{\varepsilon _{r}\varepsilon _{0}}}\sum _{j=1}^{N}n_{j}^{0}q_{j},}
также известное как уравнение Дебая — Хюккеля.
Второе слагаемое в правой части уравнения исчезает в случае электронейтральности системы.
Слагаемое в скобках имеет размерность обратного квадрата длины, что естественным образом приводит нас к определению характерной длины
{\displaystyle \lambda _{\text{D}}=\left({\frac {\varepsilon _{r}\varepsilon _{0}\,kT}{\sum _{j=1}^{N}n_{j}^{0}\,q_{j}^{2}}}\right)^{1/2},}
обычно называемой дебаевским радиусом (или дебаевской длиной). Все типы зарядов вносят положительный вклад в дебаевскую длину вне зависимости от их знака.

## Некоторые значения дебаевских длин
(Источник: Глава 19: The Particle Kinetics of Plasma)
| Плазма                        | Плотность ne (м−3) | Температура электронов T (K) | Магнитное поле B (T) | Дебаевская длина λD (м) |
| ----------------------------- | ------------------ | ---------------------------- | -------------------- | ----------------------- |
| Газовый разряд (пинчи)        | 1016               | 104                          | —                    | 10−4                    |
| Токамак                       | 1020               | 108                          | 10                   | 10−4                    |
| Ионосфера                     | 1012               | 103                          | 10−5                 | 10−3                    |
| Магнитосфера                  | 107                | 107                          | 10−8                 | 102                     |
| Солнечное ядро                | 1032               | 107                          | —                    | 10−11                   |
| Солнечный ветер               | 106                | 105                          | 10−9                 | 10                      |
| Межзвёздное пространство      | 105                | 104                          | 10−10                | 10                      |
| Межгалактическое пространство | 1                  | 106                          | —                    | 105                     |